# Trans Air Congo
Trans Air Congo (TAC) è una compagnia aerea con sede a Pointe-Noire, Repubblica del Congo.

## Storia
La compagnia è stata fondata il 24 agosto 1994 dalla famiglia El-Hage e ha iniziato i servizi con un solo Let 410. I primi servizi erano in gran parte tra Brazzaville e Pointe Noire. Nel dicembre 1994, un Antonov An-24 si unì alla flotta, seguito nel 1996 da un Boeing 727 e da uno Yakovlev Yak-42D. Alla fine del 1997, la compagnia aerea dovette trasferirsi temporaneamente a Johannesburg in Sudafrica per evitare la guerra civile.Al 2021, Trans Air Congo è tra i vettori aerei soggetti a divieto operativo nell'Unione europea.

## Flotta

### Flotta attuale
A gennaio 2024 la flotta di Trans Air Congo è così composta:

### Flotta storica
Trans Air Congo operava in precedenza con i seguenti aeromobili:
- Antonov An-12
- Antonov An-24
- Boeing 737-500
- Boeing 737-700
- Let 410
- Sud Aviation Caravelle
- Yakovlev Yak-42D

## Incidenti
- Il 28 agosto 2004, il Sud Aviation Caravelle di marche 3D-KIK uscì di pista durante l'atterraggio a Gisenyi, in Ruanda. L'aereo trasportava materiale di telecomunicazioni per la Celtel company. Nessuno rimase ferito.[6]
- Il 4 marzo 2005, l'Antonov An-24 di marche EY-46399 uscì di pista all'aeroporto di Impfondo, finì in un campo e prese fuoco. Nessuno degli occupanti rimase ferito.[7]
- Il 21 marzo 2011, l'Antonov An-12 di marche TN-AGK precipitò durante l'avvicinamento a Pointe Noire a causa di errori dei piloti nelle ultime virate per l'allineamento alla pista. L'aereo colpì alcune case e si incendiò. 23 persone in totale persero la vita.[8]